# Mathi
Mathi est une commune italienne d'environ 4 000 habitants située dans la ville métropolitaine de Turin, dans la région Piémont, dans le Nord-Ouest de l'Italie.

## Administration
| Période                                  | Période  | Identité                 | Étiquette | Qualité |
| ---------------------------------------- | -------- | ------------------------ | --------- | ------- |
| 29 mai 2007                              | En cours | Crispino Lorenzo Caudera | civica    |         |
| Les données manquantes sont à compléter. |          |                          |           |         |

### Communes limitrophes
Corio, Balangero, Grosso, Cafasse, Villanova Canavese.